# Avicii/Diskografie
Diese Diskografie ist eine Übersicht über die musikalischen Werke des schwedischen House-DJs Avicii, der auch unter den Namen Tim Berg, Tom Hangs und Jovicii auftrat. Den Quellenangaben und Schallplattenauszeichnungen zufolge hat er bisher mehr als 96,4 Millionen Tonträger verkauft, davon alleine in Deutschland über 8,9 Millionen und zählt somit zu den Interpreten mit den meisten verkauften Tonträgern in Deutschland. Seine erfolgreichste Veröffentlichung ist die Single Wake Me Up, die für über 21,2 Millionen verkaufte Einheiten Schallplattenauszeichnungen erhielt. In Deutschland wurde Wake Me Up mit 11× Gold ausgezeichnet, damit verkaufte sich die Single über 1,65 Millionen Mal und zählt zu den meistverkauften Singles des Landes.

## Alben

### Studioalben
| Jahr | Titel Musiklabel         | Höchstplatzierung, Gesamtwochen, AuszeichnungChartplatzierungen (Jahr, Titel, Musiklabel, Platzierungen, Wochen, Auszeichnungen, Anmerkungen) | Höchstplatzierung, Gesamtwochen, AuszeichnungChartplatzierungen (Jahr, Titel, Musiklabel, Platzierungen, Wochen, Auszeichnungen, Anmerkungen) | Höchstplatzierung, Gesamtwochen, AuszeichnungChartplatzierungen (Jahr, Titel, Musiklabel, Platzierungen, Wochen, Auszeichnungen, Anmerkungen) | Höchstplatzierung, Gesamtwochen, AuszeichnungChartplatzierungen (Jahr, Titel, Musiklabel, Platzierungen, Wochen, Auszeichnungen, Anmerkungen) | Höchstplatzierung, Gesamtwochen, AuszeichnungChartplatzierungen (Jahr, Titel, Musiklabel, Platzierungen, Wochen, Auszeichnungen, Anmerkungen) | Höchstplatzierung, Gesamtwochen, AuszeichnungChartplatzierungen (Jahr, Titel, Musiklabel, Platzierungen, Wochen, Auszeichnungen, Anmerkungen) | Höchstplatzierung, Gesamtwochen, AuszeichnungChartplatzierungen (Jahr, Titel, Musiklabel, Platzierungen, Wochen, Auszeichnungen, Anmerkungen) | Anmerkungen                                                             |
| Jahr | Titel Musiklabel         | DE | AT | CH | UK | US | Dance | SE | Anmerkungen                                                             |
| ---- | ------------------------ | --- | --- | --- | --- | --- | --- | --- | ----------------------------------------------------------------------- |
| 2013 | True PRMD (UMG)          | DE5 Platin · (46 Wo.)DE | AT3 ×3Dreifachplatin · (46 Wo.)AT | CH2 Gold · (54 Wo.)CH | UK2 Platin · (55 Wo.)UK | US5 Platin · (42 Wo.)US | Dance1 (… Wo.)Dance | SE1 ×3Dreifachplatin · (224 Wo.)SE | Erstveröffentlichung: 13. September 2013 Verkäufe: + 2.461.007          |
| 2015 | Stories PRMD (UMG)       | DE8 (8 Wo.)DE | AT6 Gold · (8 Wo.)AT | CH3 (14 Wo.)CH | UK9 Gold · (7 Wo.)UK | US17 (5 Wo.)US | Dance1 (27 Wo.)Dance | SE1 ×2Doppelplatin · (160 Wo.)SE | Erstveröffentlichung: 2. Oktober 2015 Verkäufe: + 302.500               |
| 2019 | Tim Geffen Records (UMG) | DE5 (10 Wo.)DE | AT3 (14 Wo.)AT | CH2 (18 Wo.)CH | UK7 Silber · (5 Wo.)UK | US11 (7 Wo.)US | Dance1 (38 Wo.)Dance | SE1 (102 Wo.)SE | Erstveröffentlichung: 6. Juni 2019 Verkäufe: + 122.500; Posthumes Album |

### Kompilationen
| Jahr | Titel Musiklabel                                    | Höchstplatzierung, Gesamtwochen, AuszeichnungChartplatzierungen (Jahr, Titel, Musiklabel, Platzierungen, Wochen, Auszeichnungen, Anmerkungen) | Höchstplatzierung, Gesamtwochen, AuszeichnungChartplatzierungen (Jahr, Titel, Musiklabel, Platzierungen, Wochen, Auszeichnungen, Anmerkungen) | Höchstplatzierung, Gesamtwochen, AuszeichnungChartplatzierungen (Jahr, Titel, Musiklabel, Platzierungen, Wochen, Auszeichnungen, Anmerkungen) | Höchstplatzierung, Gesamtwochen, AuszeichnungChartplatzierungen (Jahr, Titel, Musiklabel, Platzierungen, Wochen, Auszeichnungen, Anmerkungen) | Höchstplatzierung, Gesamtwochen, AuszeichnungChartplatzierungen (Jahr, Titel, Musiklabel, Platzierungen, Wochen, Auszeichnungen, Anmerkungen) | Höchstplatzierung, Gesamtwochen, AuszeichnungChartplatzierungen (Jahr, Titel, Musiklabel, Platzierungen, Wochen, Auszeichnungen, Anmerkungen) | Höchstplatzierung, Gesamtwochen, AuszeichnungChartplatzierungen (Jahr, Titel, Musiklabel, Platzierungen, Wochen, Auszeichnungen, Anmerkungen) | Anmerkungen                         |
| Jahr | Titel Musiklabel                                    | DE | AT | CH | UK | US | Dance | SE | Anmerkungen                         |
| ---- | --------------------------------------------------- | --- | --- | --- | --- | --- | --- | --- | ----------------------------------- |
| 2011 | Avicii Presents Strictly Miami Strictly Rhythm (SR) | — | — | — | — | — | — | — | Erstveröffentlichung: 5. April 2011 |
| 2011 | The Singles Ultra Records (URI)                     | — | — | — | — | — | — | — | Erstveröffentlichung: 23. Mai 2011  |
| 2025 | Avicii Forever Universal Music (UMG)                | DE18 (1 Wo.)DE | AT10 (1 Wo.)AT | CH9 (2 Wo.)CH | UK20 (… Wo.)UK | US142 (1 Wo.)US | Dance5 (… Wo.)Dance | SE2 (… Wo.)SE | Erstveröffentlichung: 16. Mai 2025  |

### Remixalben
| Jahr | Titel Musiklabel                  | Höchstplatzierung, Gesamtwochen, AuszeichnungChartplatzierungen (Jahr, Titel, Musiklabel, Platzierungen, Wochen, Auszeichnungen, Anmerkungen) | Höchstplatzierung, Gesamtwochen, AuszeichnungChartplatzierungen (Jahr, Titel, Musiklabel, Platzierungen, Wochen, Auszeichnungen, Anmerkungen) | Höchstplatzierung, Gesamtwochen, AuszeichnungChartplatzierungen (Jahr, Titel, Musiklabel, Platzierungen, Wochen, Auszeichnungen, Anmerkungen) | Höchstplatzierung, Gesamtwochen, AuszeichnungChartplatzierungen (Jahr, Titel, Musiklabel, Platzierungen, Wochen, Auszeichnungen, Anmerkungen) | Höchstplatzierung, Gesamtwochen, AuszeichnungChartplatzierungen (Jahr, Titel, Musiklabel, Platzierungen, Wochen, Auszeichnungen, Anmerkungen) | Höchstplatzierung, Gesamtwochen, AuszeichnungChartplatzierungen (Jahr, Titel, Musiklabel, Platzierungen, Wochen, Auszeichnungen, Anmerkungen) | Höchstplatzierung, Gesamtwochen, AuszeichnungChartplatzierungen (Jahr, Titel, Musiklabel, Platzierungen, Wochen, Auszeichnungen, Anmerkungen) | Anmerkungen                                      |
| Jahr | Titel Musiklabel                  | DE | AT | CH | UK | US | Dance | SE | Anmerkungen                                      |
| ---- | --------------------------------- | --- | --- | --- | --- | --- | --- | --- | ------------------------------------------------ |
| 2014 | True: Avicii by Avicii PRMD (UMG) | DE*DE | AT*AT | CH15 (4 Wo.)CH | UK55 (4 Wo.)UK | US139 (1 Wo.)US | Dance8 (4 Wo.)Dance | SE7 (273 Wo.)SE | Erstveröffentlichung: 21. März 2014 * siehe True |

### EPs
| Jahr | Titel Musiklabel                            | Höchstplatzierung, Gesamtwochen, AuszeichnungChartplatzierungen (Jahr, Titel, Musiklabel, Platzierungen, Wochen, Auszeichnungen, Anmerkungen) | Höchstplatzierung, Gesamtwochen, AuszeichnungChartplatzierungen (Jahr, Titel, Musiklabel, Platzierungen, Wochen, Auszeichnungen, Anmerkungen) | Höchstplatzierung, Gesamtwochen, AuszeichnungChartplatzierungen (Jahr, Titel, Musiklabel, Platzierungen, Wochen, Auszeichnungen, Anmerkungen) | Höchstplatzierung, Gesamtwochen, AuszeichnungChartplatzierungen (Jahr, Titel, Musiklabel, Platzierungen, Wochen, Auszeichnungen, Anmerkungen) | Höchstplatzierung, Gesamtwochen, AuszeichnungChartplatzierungen (Jahr, Titel, Musiklabel, Platzierungen, Wochen, Auszeichnungen, Anmerkungen) | Höchstplatzierung, Gesamtwochen, AuszeichnungChartplatzierungen (Jahr, Titel, Musiklabel, Platzierungen, Wochen, Auszeichnungen, Anmerkungen) | Höchstplatzierung, Gesamtwochen, AuszeichnungChartplatzierungen (Jahr, Titel, Musiklabel, Platzierungen, Wochen, Auszeichnungen, Anmerkungen) | Anmerkungen                                               |
| Jahr | Titel Musiklabel                            | DE | AT | CH | UK | US | Dance | SE | Anmerkungen                                               |
| ---- | ------------------------------------------- | --- | --- | --- | --- | --- | --- | --- | --------------------------------------------------------- |
| 2009 | Muja EP Vicious Grooves (VG)                | — | — | — | — | — | — | — | Erstveröffentlichung: 15. April 2009                      |
| 2014 | The Days / Nights EP PRMD (UMG)             | — | — | — | — | — | — | — | Erstveröffentlichung: 1. Dezember 2014                    |
| 2015 | Pure Grinding / For a Better Day PRMD (UMG) | — | — | — | — | — | — | — | Erstveröffentlichung: 25. August 2015                     |
| 2017 | AVĪCI (01) Virgin Records (UMG)             | DE37 (5 Wo.)DE | AT9 (7 Wo.)AT | CH11 (5 Wo.)CH | — | US52 (7 Wo.)US | Dance2 (50 Wo.)Dance | SE1 (158 Wo.)SE | Erstveröffentlichung: 11. August 2017 Verkäufe: + 105.000 |

## Singles

### Als Leadmusiker
| Jahr | Titel Album                                                              | Höchstplatzierung, Gesamtwochen, AuszeichnungChartplatzierungen (Jahr, Titel, Album, Platzierungen, Wochen, Auszeichnungen, Anmerkungen) | Höchstplatzierung, Gesamtwochen, AuszeichnungChartplatzierungen (Jahr, Titel, Album, Platzierungen, Wochen, Auszeichnungen, Anmerkungen) | Höchstplatzierung, Gesamtwochen, AuszeichnungChartplatzierungen (Jahr, Titel, Album, Platzierungen, Wochen, Auszeichnungen, Anmerkungen) | Höchstplatzierung, Gesamtwochen, AuszeichnungChartplatzierungen (Jahr, Titel, Album, Platzierungen, Wochen, Auszeichnungen, Anmerkungen) | Höchstplatzierung, Gesamtwochen, AuszeichnungChartplatzierungen (Jahr, Titel, Album, Platzierungen, Wochen, Auszeichnungen, Anmerkungen) | Höchstplatzierung, Gesamtwochen, AuszeichnungChartplatzierungen (Jahr, Titel, Album, Platzierungen, Wochen, Auszeichnungen, Anmerkungen) | Höchstplatzierung, Gesamtwochen, AuszeichnungChartplatzierungen (Jahr, Titel, Album, Platzierungen, Wochen, Auszeichnungen, Anmerkungen) | Anmerkungen                                                                                                | [↑]: gemeinsam behandelt mit vorhergehendem Eintrag; [←]: in beiden Charts platziert |
| Jahr | Titel Album                                                              | DE | AT | CH | UK | US | Dance | SE | Anmerkungen                                                                                                |                                                                                      |
| --- | ------------------------------------------------------------------------ | --- | --- | --- | --- | --- | --- | --- | --- | ------------------------------------------------------------------------------------ |
| 2008 | Lazy Lace –                                                              | — | — | — | — | — | — | — | Erstveröffentlichung: 2008                                                                                 |                                                                                      |
| 2008 | Manman –                                                                 | — | — | — | — | — | — | — | Erstveröffentlichung: 18. April 2008                                                                       |                                                                                      |
| 2008 | Sound of Now The Singles                                                 | — | — | — | — | — | — | — | Erstveröffentlichung: 6. November 2008                                                                     |                                                                                      |
| 2009 | Muja The Singles                                                         | — | — | — | — | — | — | — | Erstveröffentlichung: 15. April 2009                                                                       |                                                                                      |
| 2009 | Ryu –                                                                    | — | — | — | — | — | — | — | Erstveröffentlichung: 3. Juni 2009                                                                         |                                                                                      |
| 2009 | So Excited –                                                             | — | — | — | — | — | — | — | Erstveröffentlichung: 1. Juli 2009                                                                         |                                                                                      |
| 2009 | Even Avicii Presents Strictly Miami                                      | — | — | — | — | — | — | — | Erstveröffentlichung: 9. November 2009 mit Sebastian Drums                                                 |                                                                                      |
| 2010 | Bom –                                                                    | — | — | — | — | — | — | — | Erstveröffentlichung: 18. Januar 2010                                                                      |                                                                                      |
| 2010 | Bromance Avicii Presents Strictly Miami                                  | DE61 (12 Wo.)DE | AT53 (12 Wo.)AT | CH13 (23 Wo.)CH | UK13 Platin · (13 Wo.)UK | — | — | SE16 (17 Wo.)SE | Erstveröffentlichung: 14. April 2010 Verkäufe: + 40.000; als Tim Berg                                      |                                                                                      |
| 2010 | Seek Bromance Avicii Presents Strictly Miami[DE: ↑][AT: ↑][CH: ↑][UK: ↑] | DE61 (12 Wo.)DE | AT53 (12 Wo.)AT | CH13 (23 Wo.)CH | UK13 Platin · (13 Wo.)UK | — | — | SE20 Platin · (23 Wo.)SE | Erstveröffentlichung: 17. Oktober 2010 Verkäufe: + 675.000; als Tim Berg                                   |                                                                                      |
| 2010 | Insomnia –                                                               | — | — | — | — | — | — | — | Erstveröffentlichung: 15. Juni 2010 als Tom Hangs mit Starkillers, Pimp Rockers & Marco Machiavelli        |                                                                                      |
| 2010 | iTrack –                                                                 | — | — | — | — | — | — | — | Erstveröffentlichung: 29. Juni 2010 als Tim Berg vs. Oliver Ingrosso & Otto Knows                          |                                                                                      |
| 2010 | My Feelings for You The Singles EP                                       | DE25 Gold · (29 Wo.)DE | AT34 (9 Wo.)AT | CH40 (5 Wo.)CH | UK46 (2 Wo.)UK | — | — | SE37 (4 Wo.)SE | Erstveröffentlichung: 16. August 2010 Verkäufe: + 150.000; mit Sebastien Drums                             |                                                                                      |
| 2010 | Malo Avicii et al: Swedish House Collection                              | — | — | — | — | — | — | — | Erstveröffentlichung: 27. Dezember 2010                                                                    |                                                                                      |
| 2011 | Street Dancer Avicii et al: Swedish House Collection                     | — | — | — | — | — | — | — | Erstveröffentlichung: 17. Januar 2011                                                                      |                                                                                      |
| 2011 | So Excited Avicii presents Strictly Miami                                | — | — | — | — | — | — | — | Erstveröffentlichung: 17. Januar 2011                                                                      |                                                                                      |
| 2011 | Sweet Dreams Avicii et al: Swedish House Collection                      | — | — | — | — | — | — | — | Erstveröffentlichung: 31. Januar 2011                                                                      |                                                                                      |
| 2011 | Snus Avicii et al: Swedish House Collection                              | — | — | — | — | — | — | — | Erstveröffentlichung: 14. März 2011 mit Sebastien Drums                                                    |                                                                                      |
| 2011 | Jailbait Avicii et al: Swedish House Collection                          | — | — | — | — | — | — | — | Erstveröffentlichung: 16. Mai 2011                                                                         |                                                                                      |
| 2011 | Blessed –                                                                | DE50 (3 Wo.)DE | — | — | — | — | — | — | Erstveröffentlichung: 23. Mai 2011 als Tom Hangs feat. Shermanology                                        |                                                                                      |
| 2011 | Levels Avicii Forever                                                    | DE6 ×3Dreifachplatin · (60 Wo.)DE | AT4 Platin · (50 Wo.)AT | CH5 ×2Doppelplatin · (47 Wo.)CH | UK4 ×3Dreifachplatin · (50 Wo.)UK | US60 ×3Dreifachplatin · (20 Wo.)US | Dance4 (3 Wo.)Dance | SE1 ×8Achtfachplatin · (122 Wo.)SE | Erstveröffentlichung: 28. Oktober 2011 Verkäufe: + 7.382.900                                               |                                                                                      |
| 2012 | Silhouettes Avicii Forever                                               | DE87 (2 Wo.)DE | AT26 (13 Wo.)AT | — | UK22 Gold · (21 Wo.)UK | — | Dance23 (1 Wo.)Dance | SE11 ×3Dreifachplatin · (41 Wo.)SE | Erstveröffentlichung: 5. September 2012 Verkäufe: + 620.000; Gastsänger: Salem Al Fakir                    |                                                                                      |
| 2012 | Last Dance –                                                             | — | — | — | — | — | — | — | Erstveröffentlichung: 27. November 2012                                                                    |                                                                                      |
| 2012 | I Could Be the One –                                                     | DE37 Gold · (26 Wo.)DE | AT15 (25 Wo.)AT | CH26 (20 Wo.)CH | UK1 Platin · (28 Wo.)UK | US— PlatinUS | Dance10 (22 Wo.)Dance | SE3 (40 Wo.)SE | Erstveröffentlichung: 29. Dezember 2012 Verkäufe: + 2.567.526; vs. Nicky Romero                            |                                                                                      |
| 2013 | We Write the Story Eurovision Song Contest: Malmö 2013                   | — | — | — | — | — | — | — | Erstveröffentlichung: 13. Mai 2013                                                                         |                                                                                      |
| 2013 | Wake Me Up True                                                          | DE1 ×11Elffachgold · (62 Wo.)DE | AT1 ×2Doppelplatin · (54 Wo.)AT | CH1 ×3Dreifachplatin · (75 Wo.)CH | UK1 ×6Sechsfachplatin · (72 Wo.)UK | US4 Diamant + Platin · (54 Wo.)US | Dance1 (55 Wo.)Dance | SE1 ×1313-fach-Platin · (191 Wo.)SE | Erstveröffentlichung: 17. Juni 2013 Verkäufe: + 21.253.724; Gastsänger: Aloe Blacc                         |                                                                                      |
| 2013 | Speed (Burn & Lotus Team F1 Mix) True: Avicii by Avicii                  | — | AT50 (2 Wo.)AT | — | — | — | — | — | Erstveröffentlichung: 29. Juli 2013                                                                        |                                                                                      |
| 2013 | Hey Brother True                                                         | DE1 ×2Doppelplatin · (40 Wo.)DE | AT1 Platin · (33 Wo.)AT | CH1 Platin · (46 Wo.)CH | UK2 ×3Dreifachplatin · (45 Wo.)UK | US16 ×4Vierfachplatin · (23 Wo.)US | Dance1 (39 Wo.)Dance | SE1 ×7Siebenfachplatin · (60 Wo.)SE | Erstveröffentlichung: 28. Oktober 2013 Verkäufe: + 8.841.200; Gastsänger: Dan Tyminski                     |                                                                                      |
| 2013 | You Make Me True                                                         | DE34 Gold · (12 Wo.)DE | AT7 (14 Wo.)AT | CH29 (2 Wo.)CH | UK5 Platin · (22 Wo.)UK | US85 Gold · (1 Wo.)US | Dance11 (27 Wo.)Dance | SE1 ×4Vierfachplatin · (34 Wo.)SE | Erstveröffentlichung: 24. Dezember 2013 Verkäufe: + 1.722.500; Gastsänger: Salem Al Fakir                  |                                                                                      |
| 2013 | New Year’s Eve Mix –                                                     | — | — | — | — | — | — | — | Erstveröffentlichung: 31. Dezember 2013                                                                    |                                                                                      |
| 2014 | Addicted to You True                                                     | DE6 ×3Dreifachgold · (35 Wo.)DE | AT3 Gold · (25 Wo.)AT | CH4 (34 Wo.)CH | UK14 Platin · (16 Wo.)UK | — | Dance11 (29 Wo.)Dance | SE11 ×3Dreifachplatin · (42 Wo.)SE | Erstveröffentlichung: 25. Februar 2014 Verkäufe: + 1.757.000; Gastsängerin: Audra Mae                      |                                                                                      |
| 2014 | Lay Me Down True                                                         | DE35 (15 Wo.)DE | AT17 (11 Wo.)AT | CH41 (12 Wo.)CH | — | — | Dance22 (3 Wo.)Dance | SE39 Gold · (3 Wo.)SE | Erstveröffentlichung: 19. April 2014 Verkäufe: + 20.000; Gastsänger: Adam Lambert                          |                                                                                      |
| 2014 | The Days The Days / Nights EP                                            | DE7 Gold · (23 Wo.)DE | AT3 (23 Wo.)AT | CH8 (19 Wo.)CH | UK82 Silber · (7 Wo.)UK | US78 (1 Wo.)US | Dance8 (22 Wo.)Dance | SE1 Platin · (31 Wo.)SE | Erstveröffentlichung: 3. Oktober 2014 Verkäufe: + 787.500; Gastsänger: Robbie Williams                     |                                                                                      |
| 2014 | The Nights The Days / Nights EP                                          | DE19 Platin · (30 Wo.)DE | AT6 Gold · (28 Wo.)AT | CH17 (31 Wo.)CH | UK6 ×3Dreifachplatin · (33 Wo.)UK | US— PlatinUS | Dance10 (27 Wo.)Dance | SE2 Platin · (44 Wo.)SE | Erstveröffentlichung: 1. Dezember 2014 Verkäufe: + 5.215.000; Gastsänger: RAS                              |                                                                                      |
| 2015 | Feeling Good –                                                           | — | — | — | — | — | — | SE27 Platin · (5 Wo.)SE | Erstveröffentlichung: 8. Mai 2015 Verkäufe: + 30.000; Original: Nina Simone                                |                                                                                      |
| 2015 | Waiting for Love Stories                                                 | DE8 Platin · (35 Wo.)DE | AT1 Gold · (28 Wo.)AT | CH7 (35 Wo.)CH | UK6 ×2Doppelplatin · (24 Wo.)UK | US— GoldUS | Dance7 (27 Wo.)Dance | SE1 ×7Siebenfachplatin · (56 Wo.)SE | Erstveröffentlichung: 22. Mai 2015 Verkäufe: + 4.125.800 Gastmusiker: Martin Garrix & Simon Aldred         |                                                                                      |
| 2015 | Pure Grinding Stories                                                    | DE94 (1 Wo.)DE | AT71 (1 Wo.)AT | — | — | — | Dance30 (6 Wo.)Dance | SE19 (13 Wo.)SE | Erstveröffentlichung: 28. August 2015 Verkäufe: + 85.000 Gastsänger: Kristoffer Fogelmark & Earl St. Clair |                                                                                      |
| 2015 | For a Better Day Stories                                                 | DE18 Gold · (13 Wo.)DE | AT10 (20 Wo.)AT | CH16 (13 Wo.)CH | UK68 Silber · (6 Wo.)UK | — | Dance17 (20 Wo.)Dance | SE5 ×2Doppelplatin · (20 Wo.)SE | Erstveröffentlichung: 28. August 2015 Verkäufe: + 615.000; Gastsänger: Alex Ebert                          |                                                                                      |
| 2015 | Broken Arrows Stories                                                    | DE82 (1 Wo.)DE | AT70 (1 Wo.)AT | CH57 (1 Wo.)CH | — | — | Dance10 (21 Wo.)Dance | SE4 ×3Dreifachplatin · (32 Wo.)SE | Erstveröffentlichung: 4. Dezember 2015 Verkäufe: + 190.000                                                 |                                                                                      |
| 2016 | Taste the Feeling –                                                      | DE53 (13 Wo.)DE | AT17 (15 Wo.)AT | — | — | — | Dance32 (3 Wo.)Dance | SE60 (6 Wo.)SE | Erstveröffentlichung: 11. März 2016 Verkäufe: + 20.000; vs. Conrad Sewell                                  |                                                                                      |
| 2017 | Without You AVĪCI (01)                                                   | DE18 Platin · (19 Wo.)DE | AT7 Gold · (26 Wo.)AT | CH10 (30 Wo.)CH | UK32 Platin · (11 Wo.)UK | US— GoldUS | Dance13 (26 Wo.)Dance | SE1 ×7Siebenfachplatin · (116 Wo.)SE | Erstveröffentlichung: 11. August 2017 Verkäufe: + 2.785.000; feat. Sandro Cavazza                          |                                                                                      |
| 2017 | Lonely Together AVĪCI (01)                                               | DE24 Platin · (32 Wo.)DE | AT18 (25 Wo.)AT | CH22 (34 Wo.)CH | UK4 ×2Doppelplatin · (26 Wo.)UK | US— PlatinUS | Dance11 (27 Wo.)Dance | SE3 (62 Wo.)SE | Erstveröffentlichung: 11. August 2017 Verkäufe: + 3.390.000; feat. Rita Ora                                |                                                                                      |
| 2019 | SOS Tim                                                                  | DE8 Platin · (22 Wo.)DE | AT4 (24 Wo.)AT | CH3 (25 Wo.)CH | UK6 Platin · (22 Wo.)UK | US68 Gold · (3 Wo.)US | Dance6 (26 Wo.)Dance | SE1 (48 Wo.)SE | Erstveröffentlichung: 10. April 2019 Verkäufe: + 2.580.000; feat. Aloe Blacc                               |                                                                                      |
| 2019 | Tough Love Tim                                                           | DE72 (1 Wo.)DE | AT45 (4 Wo.)AT | CH31 (2 Wo.)CH | UK60 (2 Wo.)UK | — | Dance9 (10 Wo.)Dance | SE2 (25 Wo.)SE | Erstveröffentlichung: 9. Mai 2019 Verkäufe: + 20.000; feat. Agnes & Vargas & Lagola                        |                                                                                      |
| 2019 | Heaven Tim                                                               | DE30 (3 Wo.)DE | AT21 (3 Wo.)AT | CH11 (11 Wo.)CH | UK20 Silber · (9 Wo.)UK | US83 Gold · (1 Wo.)US | Dance4 (20 Wo.)Dance | SE2 (16 Wo.)SE | Erstveröffentlichung: 6. Juni 2019 Verkäufe: + 1.070.000; Gastsänger: Chris Martin                         |                                                                                      |
| 2019 | Fades Away (Tribute Concert Version) –                                   | — | — | — | — | — | — | SE77 Gold · (1 Wo.)SE | Erstveröffentlichung: 5. Dezember 2019 Verkäufe: + 40.000; feat. MishCatt                                  |                                                                                      |
| 2020 | Forever Yours (Avicii Tribute) –                                         | DE65 (1 Wo.)DE | — | CH25 (5 Wo.)CH | — | — | Dance9 (18 Wo.)Dance | SE4 (12 Wo.)SE | Erstveröffentlichung: 24. Januar 2020 Verkäufe: + 20.000; mit Kygo & Sandro Cavazza                        |                                                                                      |
| 2025 | Let’s Ride Away Avicii Forever                                           | — | — | — | — | — | — | SE17 (3 Wo.)SE | Erstveröffentlichung: 15. Mai 2025 feat. Elle King                                                         |                                                                                      |
| Folgende Lieder erschienen nicht als Single, wurden aber durch das Album zum Download und Streaming bereitgestellt und konnten somit eine Platzierung erlangen: |                                                                          | | | | | | | | |                                                                                      |
| |                                                                          | | | | | | | | |                                                                                      |
| 2013 | Dear Boy True                                                            | — | — | — | — | — | Dance34 (8 Wo.)Dance | SE18 (10 Wo.)SE | Charteinstieg: 20. September 2013 Gastsängerin: MØ                                                         |                                                                                      |
| 2013 | Liar Liar True                                                           | — | — | — | — | — | Dance45 (4 Wo.)Dance | SE26 (7 Wo.)SE | Charteinstieg: 20. September 2013 Gastsänger: Blondfire                                                    |                                                                                      |
| 2013 | Shame on Me True                                                         | — | — | — | — | — | — | SE32 (3 Wo.)SE | Charteinstieg: 20. September 2013 Gastsänger: Sterling Fox & Audra Mae                                     |                                                                                      |
| 2013 | All You Need Is Love True (Spotify-Version)                              | — | — | — | — | — | — | SE33 (4 Wo.)SE | Charteinstieg: 20. September 2013 Gastsängerin: RuthAnne                                                   |                                                                                      |
| 2013 | Hope There’s Someone True                                                | — | — | — | — | — | — | SE47 (1 Wo.)SE | Charteinstieg: 20. September 2013 Gastsängerin: Linnea Henriksson                                          |                                                                                      |
| 2013 | Heart upon My Sleeve True                                                | — | — | — | — | — | Dance49 (1 Wo.)Dance | SE51 (2 Wo.)SE | Charteinstieg: 20. September 2013 Gastsänger: Dan Reynolds                                                 |                                                                                      |
| 2015 | Gonna Love Ya Stories                                                    | — | — | — | — | — | Dance32 (1 Wo.)Dance | SE3 ×3Dreifachplatin · (29 Wo.)SE | Charteinstieg: 9. Oktober 2015 Verkäufe: + 120.000; Gastsänger: Sandro Cavazza                             |                                                                                      |
| 2015 | Somewhere in Stockholm Stories                                           | — | — | — | — | — | — | SE30 (6 Wo.)SE | Charteinstieg: 9. Oktober 2015 Gastsänger: Daniel Adams-Ray                                                |                                                                                      |
| 2015 | Trouble Stories                                                          | — | — | — | — | — | Dance46 (1 Wo.)Dance | SE33 (5 Wo.)SE | Charteinstieg: 9. Oktober 2015                                                                             |                                                                                      |
| 2015 | Sunset Jesus Stories                                                     | — | — | — | — | — | Dance49 (1 Wo.)Dance | SE37 (4 Wo.)SE | Charteinstieg: 9. Oktober 2015 Gastmusiker: Gavin DeGraw, John Dhani Lennevald & Mike Posner               |                                                                                      |
| 2015 | Talk to Myself Stories                                                   | — | — | — | — | — | Dance25 (3 Wo.)Dance | SE43 (2 Wo.)SE | Charteinstieg: 9. Oktober 2015 Gastsänger: Sterling Fox                                                    |                                                                                      |
| 2015 | Ten More Days Stories                                                    | — | — | — | — | — | — | SE45 (3 Wo.)SE | Charteinstieg: 9. Oktober 2015 Gastsänger: Zak Abel                                                        |                                                                                      |
| 2015 | Can’t Catch Me Stories                                                   | — | — | — | — | — | — | SE55 (2 Wo.)SE | Charteinstieg: 9. Oktober 2015 Gastsänger: Wyclef Jean & Matisyahu                                         |                                                                                      |
| 2015 | True Believer Stories                                                    | — | — | — | — | — | Dance50 (1 Wo.)Dance | SE64 (1 Wo.)SE | Charteinstieg: 9. Oktober 2015 Gastsänger: Chris Martin                                                    |                                                                                      |
| 2015 | City Lights Stories                                                      | — | — | — | — | — | — | SE66 (1 Wo.)SE | Charteinstieg: 9. Oktober 2015 Gastsängerin: Noonie Bao                                                    |                                                                                      |
| 2015 | Touch Me Stories                                                         | — | — | — | — | — | — | SE69 (1 Wo.)SE | Charteinstieg: 9. Oktober 2015 Gastsängerin: Audra Mae                                                     |                                                                                      |
| 2017 | Friend of Mine AVĪCI (01)                                                | — | — | — | — | — | Dance44 (2 Wo.)Dance | SE5 (9 Wo.)SE | Charteinstieg: 18. August 2017 feat. Vargas & Lagola                                                       |                                                                                      |
| 2017 | You Be Love AVĪCI (01)                                                   | — | — | — | — | — | Dance41 (2 Wo.)Dance | SE9 (8 Wo.)SE | Charteinstieg: 18. August 2017 feat. Billy Raffoul                                                         |                                                                                      |
| 2017 | What Would I Change It To AVĪCI (01)                                     | — | — | — | — | — | — | SE11 (5 Wo.)SE | Charteinstieg: 18. August 2017 feat. AlunaGeorge                                                           |                                                                                      |
| 2017 | So Much Better (Avicii Remix) AVĪCI (01)                                 | — | — | — | — | — | — | SE12 (6 Wo.)SE | Charteinstieg: 18. August 2017 mit Sandro Cavazza                                                          |                                                                                      |
| 2019 | Bad Reputation Tim                                                       | — | — | — | — | — | Dance23 (3 Wo.)Dance | SE9 (3 Wo.)SE | Charteinstieg: 14. Juni 2019 feat. Joe Janiak                                                              |                                                                                      |
| 2019 | Heart Upon My Sleeve Tim                                                 | — | — | CH44 (1 Wo.)CH | — | — | Dance14 (4 Wo.)Dance | SE11 (3 Wo.)SE | Charteinstieg: 14. Juni 2019 mit Imagine Dragons                                                           |                                                                                      |
| 2019 | Freak Tim                                                                | — | — | — | — | — | Dance25 (1 Wo.)Dance | SE12 (4 Wo.)SE | Charteinstieg: 14. Juni 2019 feat. Bonn                                                                    |                                                                                      |
| 2019 | Hold the Line Tim                                                        | — | — | — | — | — | Dance18 (4 Wo.)Dance | SE16 (3 Wo.)SE | Charteinstieg: 14. Juni 2019 feat. Arizona                                                                 |                                                                                      |
| 2019 | Peace of Mind Tim                                                        | — | — | — | — | — | Dance22 (2 Wo.)Dance | SE17 (2 Wo.)SE | Charteinstieg: 14. Juni 2019 feat. Vargas & Lagola                                                         |                                                                                      |
| 2019 | Ain’t a Thing Tim                                                        | — | — | — | — | — | Dance26 (1 Wo.)Dance | SE21 (2 Wo.)SE | Charteinstieg: 14. Juni 2019 feat. Bonn                                                                    |                                                                                      |
| 2019 | Fades Away Tim                                                           | — | — | — | — | — | Dance28 (1 Wo.)Dance | SE26 (2 Wo.)SE | Charteinstieg: 14. Juni 2019 feat. Noonie Bao                                                              |                                                                                      |
| 2019 | Never Leave Me Tim                                                       | — | — | — | — | — | Dance29 (1 Wo.)Dance | SE28 (2 Wo.)SE | Charteinstieg: 14. Juni 2019 feat. Joe Janiak                                                              |                                                                                      |
| 2019 | Excuse Me Mr. Sir Tim                                                    | — | — | — | — | — | Dance34 (1 Wo.)Dance | SE30 (1 Wo.)SE | Charteinstieg: 14. Juni 2019 feat. Vargas & Lagola                                                         |                                                                                      |

### Als Gastmusiker
| Jahr | Titel Album                                                                                     | Höchstplatzierung, Gesamtwochen, AuszeichnungChartplatzierungen (Jahr, Titel, Album, Platzierungen, Wochen, Auszeichnungen, Anmerkungen) | Höchstplatzierung, Gesamtwochen, AuszeichnungChartplatzierungen (Jahr, Titel, Album, Platzierungen, Wochen, Auszeichnungen, Anmerkungen) | Höchstplatzierung, Gesamtwochen, AuszeichnungChartplatzierungen (Jahr, Titel, Album, Platzierungen, Wochen, Auszeichnungen, Anmerkungen) | Höchstplatzierung, Gesamtwochen, AuszeichnungChartplatzierungen (Jahr, Titel, Album, Platzierungen, Wochen, Auszeichnungen, Anmerkungen) | Höchstplatzierung, Gesamtwochen, AuszeichnungChartplatzierungen (Jahr, Titel, Album, Platzierungen, Wochen, Auszeichnungen, Anmerkungen) | Höchstplatzierung, Gesamtwochen, AuszeichnungChartplatzierungen (Jahr, Titel, Album, Platzierungen, Wochen, Auszeichnungen, Anmerkungen) | Höchstplatzierung, Gesamtwochen, AuszeichnungChartplatzierungen (Jahr, Titel, Album, Platzierungen, Wochen, Auszeichnungen, Anmerkungen) | Anmerkungen                                                                                                 |
| Jahr | Titel Album                                                                                     | DE | AT | CH | UK | US | Dance | SE | Anmerkungen                                                                                                 |
| --- | ----------------------------------------------------------------------------------------------- | --- | --- | --- | --- | --- | --- | --- | --- |
| 2011 | Collide Glassheart (Deluxe Edition)                                                             | — | AT29 (3 Wo.)AT | — | UK4 Silber · (6 Wo.)UK | — | — | — | Erstveröffentlichung: 22. August 2011; Verkäufe: + 200.000 Leona Lewis / Avicii; Original: Avicii – Penguin |
| 2012 | Dancing in My Head –                                                                            | — | — | — | — | — | Dance27 (2 Wo.)Dance | — | Erstveröffentlichung: 4. November 2012 Eric Turner & Avicii                                                 |
| 2014 | Dar um Jeito (We Will Find a Way) One Love, One Rhythm – The 2014 FIFA World Cup Official Album | — | — | — | — | — | — | — | Erstveröffentlichung: 29. April 2014 Santana & Wyclef feat. Avicii & Alexandre Pires                        |
| 2014 | Divine Sorrow –                                                                                 | — | — | — | — | — | Dance12 (18 Wo.)Dance | SE7 (22 Wo.)SE | Erstveröffentlichung: 17. November 2014 Wyclef feat. Avicii                                                 |
| 2015 | Insomnia 2.0 (Avicii Remix) Faithless 2.0                                                       | — | AT58 (2 Wo.)AT | — | — | — | — | — | Erstveröffentlichung: 24. Juli 2015 Faithless / Avicii                                                      |
| 2016 | Back Where I Belong –                                                                           | — | — | — | — | — | — | SE32 (12 Wo.)SE | Erstveröffentlichung: 3. Juni 2016 Otto Knows feat. Avicii                                                  |
| Folgende Lieder erschienen nicht als Single, wurden aber durch das Album zum Download und Streaming bereitgestellt und konnten somit eine Platzierung erlangen: |                                                                                                 | | | | | | | | |
| |                                                                                                 | | | | | | | | |
| 2011 | Sunshine Nothing but the Beat                                                                   | — | — | — | — | — | — | SE59 (2 Wo.)SE | Charteinstieg: 9. Dezember 2011 David Guetta feat. Avicii                                                   |

## Musikvideos
| Jahr | Titel                                | Regie                                                                                              |
| ---- | ------------------------------------ | -------------------------------------------------------------------------------------------------- |
| 2010 | Seek Bromance                        | Alex Herron                                                                                        |
| 2011 | Fade into Darkness                   | Karl Aulin, Tobias Hansson                                                                         |
| 2011 | Collide                              | Ethan Lader                                                                                        |
| 2011 | Levels                               | Petro Papahadjopoulos                                                                              |
| 2012 | Silhouettes                          | David Dworsky, Niklas Johansson, Victor Köhler (Singleversion) Dsk Chk (Original Mix)              |
| 2012 | Stay with You                        | Dsk Chk                                                                                            |
| 2012 | Superlove (Remix)                    | Rich Ragsdale                                                                                      |
| 2012 | Dancing in My Head (Tom Hangs Remix) | Chris Marrs Piliero                                                                                |
| 2012 | I Could Be the One                   | Peter Huang                                                                                        |
| 2013 | X You                                | David Dworsky, Victor Köhler                                                                       |
| 2013 | Wake Me Up                           | C.B. Miller, Mark Seliger (Normale Version) Zachary James, Alex Negrete (Avicii by Avicii Version) |
| 2013 | You Make Me                          | Sebastian Ringler (Normale Version) Joe Penna (Avicii by Avicii Version)                           |
| 2013 | Choose You                           | Spike Jonze, Chris Milk                                                                            |
| 2013 | Speed (Burn & Lotus F1 Team Mix)     | Pavel Kim                                                                                          |
| 2013 | Hey Brother                          | Jesse Sternbaum (Normale Version) Nick Fung, Nate Olson (Avicii by Avicii Version)                 |
| 2014 | Addicted to You                      | Sebastian Ringler                                                                                  |
| 2014 | Lay Me Down                          | Marcus Lindgren                                                                                    |
| 2014 | Lose Myself (忘我)                   | Jeff Richter                                                                                       |
| 2014 | The Nights                           | Rory Kramer                                                                                        |
| 2014 | Divine Sorrow                        | Mr. Brainwash                                                                                      |
| 2015 | Feeling Good                         | |
| 2015 | Waiting for Love                     | Sebastian Ringler (Normale Version) Kurt Hugo Schneider (360°-Version)                             |
| 2015 | Pure Grinding/For a Better Day       | Levan Tsikurishvili                                                                                |
| 2015 | Broken Arrows                        | Julius Onah                                                                                        |
| 2017 | Without You                          | Unknown Genius                                                                                     |
| 2017 | Lonely Together                      | Phillip Lopez, Levan Tsikurishvili                                                                 |
| 2017 | You Be Love                          | Timothy Douglas, Petter Lindholm, Tarik Malak, TNT                                                 |
| 2017 | Friend of Mine                       | Tobias Nordquist                                                                                   |
| 2019 | Tough Love                           | Fredrik Benke Rydman, Lionel Cabrera                                                               |
| 2019 | Heaven                               | Levan Tsikurishvili                                                                                |

## Autorenbeteiligungen und Produktionen

### Liste der Autorenbeteiligungen und Produktionen von Avicii
Avicii schrieb und produzierte die meisten seiner Lieder selbst. Die folgende Liste bietet einen Überblick über seine Autorenbeteiligungen und Produktionen, die er für andere Musiker tätigte und an denen er nicht selbst als Interpret beteiligt ist. Coverversionen sind ausgeschlossen.
| Jahr | Titel Autor (A), Produzent (P) Album         | Anmerkungen                                                                      |
| ---- | -------------------------------------------- | -------------------------------------------------------------------------------- |
| 2012 | You’re Gonna Love Again A, P Collateral      | Erstveröffentlichung: 4. Juni 2012 Interpret: Nervo                              |
| 2012 | Animal P I’m Da One                          | Erstveröffentlichung: 25. Juni 2012 Interpret: Jo Kwon feat. J-Hope of BTS       |
| 2014 | A Sky Full of Stars P Ghost Stories          | Erstveröffentlichung: 16. Mai 2014 Interpret: Coldplay                           |
| 2014 | Lovers on the Sun A, P Listen                | Erstveröffentlichung: 21. November 2014 Interpret: David Guetta feat. Sam Martin |
| 2014 | Yesterday A, P Listen                        | Erstveröffentlichung: 21. November 2014 Interpret: David Guetta feat. Bebe Rexha |
| 2015 | Devil Pray A, P Rebel Heart                  | Erstveröffentlichung: 6. März 2015 Interpret: Madonna                            |
| 2015 | HeartBreakCity A, P Rebel Heart              | Erstveröffentlichung: 6. März 2015 Interpret: Madonna                            |
| 2015 | Wash All Over Me P Rebel Heart               | Erstveröffentlichung: 6. März 2015 Interpret: Madonna                            |
| 2015 | Messiah P Rebel Heart                        | Erstveröffentlichung: 6. März 2015 Interpret: Madonna                            |
| 2015 | Rebel Heart P Rebel Heart                    | Erstveröffentlichung: 6. März 2015 Interpret: Madonna                            |
| 2015 | Borrowed Time P Rebel Heart                  | Erstveröffentlichung: 6. März 2015 Interpret: Madonna                            |
| 2015 | Addicted P Rebel Heart                       | Erstveröffentlichung: 6. März 2015 Interpret: Madonna                            |
| 2015 | Hymn for the Weekend P A Head Full of Dreams | Erstveröffentlichung: 4. Dezember 2015 Interpret: Coldplay feat. Beyoncé         |
| 2015 | Girlfriend A, P Encore                       | Erstveröffentlichung: 12. Januar 2018 Interpret: Anderson East                   |
| 2015 | GHOST P IRL                                  | Erstveröffentlichung: 8. Februar 2018 Interpret: Human                           |

### Avicii als Autor und Produzent in den Charts
Die folgende Liste bietet einen Überblick über die Autorenbeteiligungen und Produktionen von Avicii, die Charterfolge feiern konnten. Coverversionen und Samples sind hier inbegriffen.

| Jahr | Titel Interpretation                                 | Höchstplatzierung, Gesamtwochen, AuszeichnungChartplatzierungen (Jahr, Titel, Interpretation, Platzierungen, Wochen, Auszeichnungen, Anmerkungen) | Höchstplatzierung, Gesamtwochen, AuszeichnungChartplatzierungen (Jahr, Titel, Interpretation, Platzierungen, Wochen, Auszeichnungen, Anmerkungen) | Höchstplatzierung, Gesamtwochen, AuszeichnungChartplatzierungen (Jahr, Titel, Interpretation, Platzierungen, Wochen, Auszeichnungen, Anmerkungen) | Höchstplatzierung, Gesamtwochen, AuszeichnungChartplatzierungen (Jahr, Titel, Interpretation, Platzierungen, Wochen, Auszeichnungen, Anmerkungen) | Höchstplatzierung, Gesamtwochen, AuszeichnungChartplatzierungen (Jahr, Titel, Interpretation, Platzierungen, Wochen, Auszeichnungen, Anmerkungen) | Höchstplatzierung, Gesamtwochen, AuszeichnungChartplatzierungen (Jahr, Titel, Interpretation, Platzierungen, Wochen, Auszeichnungen, Anmerkungen) | Höchstplatzierung, Gesamtwochen, AuszeichnungChartplatzierungen (Jahr, Titel, Interpretation, Platzierungen, Wochen, Auszeichnungen, Anmerkungen) | Anmerkungen                                                  |
| Jahr | Titel Interpretation                                 | DE | AT | CH | UK | US | Dance | SE | Anmerkungen                                                  |
| --- | ---------------------------------------------------- | --- | --- | --- | --- | --- | --- | --- | ------------------------------------------------------------ |
| 2011 | Good Feeling A Flo Rida                              | DE1 Platin · (32 Wo.)DE | AT1 Platin · (26 Wo.)AT | CH3 ×2Doppelplatin · (27 Wo.)CH | UK1 ×2Doppelplatin · (33 Wo.)UK | US3 ×4Vierfachplatin · (37 Wo.)US | — | SE4 ×4Vierfachplatin · (33 Wo.)SE | Erstveröffentlichung: 29. August 2011 Verkäufe: + 6.972.100  |
| 2014 | A Sky Full of Stars P Coldplay                       | DE6 ×2Doppelplatin · (39 Wo.)DE | AT11 Gold · (28 Wo.)AT | CH2 Platin · (44 Wo.)CH | UK9 ×3Dreifachplatin · (44 Wo.)UK | US10 ×4Vierfachplatin · (26 Wo.)US | Dance3 (37 Wo.)Dance | SE7 (34 Wo.)SE | Erstveröffentlichung: 5. Mai 2014 Verkäufe: + 8.831.700      |
| 2014 | Lovers on the Sun A, P David Guetta feat. Sam Martin | DE1 Platin · (29 Wo.)DE | AT1 Gold · (19 Wo.)AT | CH2 Platin · (28 Wo.)CH | UK1 Platin · (19 Wo.)UK | — | Dance12 (24 Wo.)Dance | SE4 ×3Dreifachplatin · (31 Wo.)SE | Erstveröffentlichung: 30. Juni 2014 Verkäufe: + 1.419.300    |
| 2015 | Hymn for the Weekend P Coldplay feat. Beyoncé        | DE11 ×2Doppelplatin · (44 Wo.)DE | AT10 Gold · (43 Wo.)AT | CH7 ×2Doppelplatin · (71 Wo.)CH | UK6 ×3Dreifachplatin · (49 Wo.)UK | US25 ×5Fünffachplatin · (23 Wo.)US | Dance3 (14 Wo.)Dance | SE2 (65 Wo.)SE | Erstveröffentlichung: 4. Dezember 2015 Verkäufe: + 9.740.700 |
| Folgende Lieder erschienen nicht als Single, wurden aber durch das Album zum Download und Streaming bereitgestellt und konnten somit eine Platzierung erlangen: |                                                      | | | | | | | |                                                              |
| |                                                      | | | | | | | |                                                              |
| 2014 | Devil Pray A, P Madonna                              | — | — | CH59 (1 Wo.)CH | — | — | — | — | Charteinstieg: 28. Dezember 2014                             |

## Promoveröffentlichungen
Promo-Singles

| Jahr | Titel Album                       | Höchstplatzierung, Gesamtwochen, AuszeichnungChartplatzierungen (Jahr, Titel, Album, Platzierungen, Wochen, Auszeichnungen, Anmerkungen) | Höchstplatzierung, Gesamtwochen, AuszeichnungChartplatzierungen (Jahr, Titel, Album, Platzierungen, Wochen, Auszeichnungen, Anmerkungen) | Höchstplatzierung, Gesamtwochen, AuszeichnungChartplatzierungen (Jahr, Titel, Album, Platzierungen, Wochen, Auszeichnungen, Anmerkungen) | Höchstplatzierung, Gesamtwochen, AuszeichnungChartplatzierungen (Jahr, Titel, Album, Platzierungen, Wochen, Auszeichnungen, Anmerkungen) | Höchstplatzierung, Gesamtwochen, AuszeichnungChartplatzierungen (Jahr, Titel, Album, Platzierungen, Wochen, Auszeichnungen, Anmerkungen) | Höchstplatzierung, Gesamtwochen, AuszeichnungChartplatzierungen (Jahr, Titel, Album, Platzierungen, Wochen, Auszeichnungen, Anmerkungen) | Höchstplatzierung, Gesamtwochen, AuszeichnungChartplatzierungen (Jahr, Titel, Album, Platzierungen, Wochen, Auszeichnungen, Anmerkungen) | Anmerkungen                                                                             |
| Jahr | Titel Album                       | DE | AT | CH | UK | US | Dance | SE | Anmerkungen                                                                             |
| ---- | --------------------------------- | --- | --- | --- | --- | --- | --- | --- | --------------------------------------------------------------------------------------- |
| 2010 | Tweet It –                        | — | — | — | — | — | — | — | Erstveröffentlichung: 1. November 2010 mit Norman Doray & Sebastien Drums               |
| 2010 | Don’t Hold Back –                 | — | — | — | — | — | — | — | Erstveröffentlichung: 16. Dezember 2010 mit John Dahlbäck als Jovicii feat. Andy P      |
| 2011 | Penguin –                         | — | — | — | — | — | — | — | Erstveröffentlichung: 2011                                                              |
| 2011 | Hello Miami –                     | — | — | — | — | — | — | — | Erstveröffentlichung: 18. April 2011                                                    |
| 2011 | Fade into Darkness Avicii Forever | — | — | — | — | — | — | SE4 ×5Fünffachplatin · (33 Wo.)SE | Erstveröffentlichung: 5. September 2011 Verkäufe: + 200.000; Original: Avicii – Penguin |
| 2012 | Superlove (Remix) –               | — | — | — | UK49 (3 Wo.)UK | — | — | — | Erstveröffentlichung: 6. Juni 2012 vs. Lenny Kravitz                                    |
| 2012 | Run Away Electroshock             | — | — | — | — | — | — | — | Erstveröffentlichung: 16. Juli 2012 als Tim Berg feat. Kate Ryan                        |
| 2012 | Dancing in My Head –              | — | — | — | — | — | — | — | Erstveröffentlichung: 8. Oktober 2012 vs. Eric Turner                                   |
| 2013 | X You –                           | — | — | — | UK47 (2 Wo.)UK | — | Dance37 (3 Wo.)Dance | SE19 Platin · (19 Wo.)SE | Erstveröffentlichung: 22. Februar 2013 Verkäufe: + 40.000                               |

Freetracks
| Jahr | Titel Album     | Anmerkungen                          |
| ---- | --------------- | ------------------------------------ |
| 2012 | Two Million –   | Erstveröffentlichung: 30. Mai 2012   |
| 2013 | Three Million – | Erstveröffentlichung: 3. Januar 2013 |

## Sonderveröffentlichungen

### Alben
| Jahr | Titel Musiklabel                             | Anmerkungen                                        |
| ---- | -------------------------------------------- | -------------------------------------------------- |
| 2021 | Life You Will Remember uDiscover Music (UMG) | Erstveröffentlichung: 7. Mai 2021 Mini-Kompilation |

### Lieder
| Jahr | Titel Album                                                                                     | Anmerkungen                                                                             |
| ---- | ----------------------------------------------------------------------------------------------- | --------------------------------------------------------------------------------------- |
| 2011 | Sunshine Nothing but the Beat                                                                   | Erstveröffentlichung: 26. August 2011 David Guetta feat. Avicii                         |
| 2012 | Collide Glassheart (Deluxe Edition)                                                             | Erstveröffentlichung: 12. Oktober 2012 Leona Lewis / Avicii; Original: Avicii – Penguin |
| 2014 | Dar um Jeito (We Will Find a Way) One Love, One Rhythm – The 2014 FIFA World Cup Official Album | Erstveröffentlichung: 8. Mai 2014 Santana & Wyclef feat. Avicii & Alexandre Pires       |
| 2015 | Insomnia 2.0 (Avicii Remix) Faithless 2.0                                                       | Erstveröffentlichung: 9. Oktober 2015 Faithless / Avicii                                |

| Jahr | Titel Album                                                                            | Anmerkungen                                                                                             |
| ---- | -------------------------------------------------------------------------------------- | --- |
| 2008 | When I’m Thinking of You (Avicii vs. Philgood Remix) When I’m Thinking of You (Single) | Erstveröffentlichung: 14. August 2008 Interpret(en): Francesco Diaz, Young Rebels                       |
| 2008 | Dancin’ (Avicii Remix) Dancin’ (Single)                                                | Erstveröffentlichung: 17. November 2008 Interpret(en): Sebastien Benett                                 |
| 2008 | D10 (Avicii vs. Philgood’s Vicious Remix) D10 (Single)                                 | Erstveröffentlichung: 27. November 2008 Interpret(en): Dirty South                                      |
| 2008 | Solaris (Avicii Greets Joia Mix) Solaris (Single)                                      | Erstveröffentlichung: 1. Dezember 2008 Interpret(en): Roman Salzger                                     |
| 2009 | Life Goes On (Avicii vs. Philgood Remix) Life Goes On (Single)                         | Erstveröffentlichung: 30. Januar 2009 Interpret(en): Richard Grey, Erick Morillo, José Nunez            |
| 2009 | You Used to Hold Me (Avicii Remember Remix) You Used to Hold Me (Single)               | Erstveröffentlichung: 6. Februar 2009 Interpret(en): D.O.N.S., Terri B.                                 |
| 2009 | Born to Rave (Avicii and Philgood Born to Do It Remix) Born to Rave (Single)           | Erstveröffentlichung: 17. Februar 2009 Interpret(en): DJ Ralph                                          |
| 2009 | Whatever Kind (Avicii Remix) Whatever Kind (Single)                                    | Erstveröffentlichung: 26. April 2009 Interpret(en): Mic Newman                                          |
| 2009 | Somewhere (Avicii Remix) Somewhere (Single)                                            | Erstveröffentlichung: 5. Juni 2009 Interpret(en): Albin Myers, Sandro Monte                             |
| 2009 | Sometimes I Feel (Avicii’s Out of Miami Mix) Sometimes I Feel (Single)                 | Erstveröffentlichung: 9. Juli 2009 Interpret(en): Dim Chris, Sebastien Drums, Paulina                   |
| 2009 | We Are (Avicii Remix) We Are (Single)                                                  | Erstveröffentlichung: 13. Juli 2009 Interpret(en): Dirty South                                          |
| 2009 | Star Airlines (Avicii Remix) Star Airlines (Single)                                    | Erstveröffentlichung: 27. Juli 2009 Interpret(en): Sebastien Benett                                     |
| 2009 | Lipstick (Avicii Remix) Lipstick (Single)                                              | Erstveröffentlichung: 17. August 2009 Interpret(en): Greg Cerrone                                       |
| 2009 | Tear the Club Up (Avicii vs. Philgood Two Angry Mix) Tear the Club Up (Single)         | Erstveröffentlichung: 24. August 2009 Interpret(en): Zoo Brazil                                         |
| 2009 | Better Days (Avicii Remix) Better Days (Single)                                        | Erstveröffentlichung: 16. September 2009 Interpret(en): The Cut                                         |
| 2009 | Boogers (Avicii’s Dumb Dumb Remix) Boogers (Single)                                    | Erstveröffentlichung: 21. September 2009 Interpret(en): MYNC, Harry Choo Choo Romero, José Nunez        |
| 2009 | Shy Shy (Avicii Remix) Shy Shy (Single)                                                | Erstveröffentlichung: 28. September 2009 Interpret(en): EDX                                             |
| 2009 | Got 2 Get Up (Avicii Remix) Got 2 Get Up (Single)                                      | Erstveröffentlichung: 14. Oktober 2009 Interpret(en): Mr. Timothy, Inaya Day                            |
| 2009 | Touch Me (In the Morning) (Avicii’s Massive Mix) Touch Me (In the Morning) (Single)    | Erstveröffentlichung: 19. Oktober 2009 Interpret(en): Kid Massive, Elliotte Williams N’Dure             |
| 2009 | Dreamer 2009 (Avicii Dream On Mix) Dreamer 2009 (Single)                               | Erstveröffentlichung: 19. November 2009 Interpret(en): Veersus, Maxie Devine, Viani DJ, Janice Robinson |
| 2009 | Fade (Avicii 2009 Remix) –                                                             | Erstveröffentlichung: 30. November 2009 Interpret(en): Solu Music, Kimblee                              |
| 2009 | One Love (Avicii Remix) One Love                                                       | Erstveröffentlichung: 4. Dezember 2009 Interpret(en): David Guetta, Estelle                             |
| 2009 | The Drums (Avicii’s Mouthful Remix) My Destination (The Remixes)                       | Erstveröffentlichung: 7. Dezember 2009 Interpret(en): Alex Gaudino, Nari & Milani                       |
| 2009 | In the Air (Avicii Remix) In the Air (Single)                                          | Erstveröffentlichung: 8. Dezember 2009 Interpret(en): Austin Leeds, Jeremy Carr                         |
| 2009 | Remedy (Avicii Club Mix) Remedy (Single)                                               | Erstveröffentlichung: 8. Dezember 2009 Interpret(en): Little Boots                                      |
| 2010 | I Like It (Avicii Remix) Euphoria                                                      | Erstveröffentlichung: 1. Januar 2010 Interpret(en): Enrique Iglesias, Pitbull                           |
| 2010 | Stop the Rock (Avicii’s Showstopping Remix) Stop the Rock (Single)                     | Erstveröffentlichung: 11. Februar 2010 Interpret(en): Jason Rooney                                      |
| 2010 | Can’t Fight This Feeling (Avicii Universe Mix) Can’t Fight This Feeling (Single)       | Erstveröffentlichung: 15. Februar 2010 Interpret(en): unior Caldera, Sophie Ellis-Bextor                |
| 2010 | Do It with Me (Avicii vs. Philgood Remix) Do It with Me (Single)                       | Erstveröffentlichung: 16. Februar 2010 Interpret(en): Austin Leeds, Etienne Osbourne, Steve Bartland    |
| 2010 | Salinas (Tim Berg Remix) Salinas (Single)                                              | Erstveröffentlichung: 19. März 2010 Interpret(en): Dimitri Vegas & Like Mike                            |
| 2010 | Cookies with a Smile (Avicii Remix) Cookies with a Smile (Single)                      | Erstveröffentlichung: 2. Mai 2010 Interpret(en): Dada Life                                              |
| 2010 | New New New (Avicii Remix) Strictly Bob Sinclar                                        | Erstveröffentlichung: 3. Mai 2010 Interpret(en): Bob Sinclar, Vybrate, Queen Ifrica, Makedah            |
| 2010 | Gettin’ Over (Avicii’s Vocal Mix At Night) Gettin’ Over You (Single)                   | Erstveröffentlichung: 31. Mai 2010 Interpret(en): David Guetta, Chris Willis, Fergie, LMFAO             |
| 2010 | Bang That Box (Avicii vs. Philgood Remix) Bang That Box (Single)                       | Erstveröffentlichung: 15. Juni 2010 Interpret(en): Roger Sanchez, Terri B.                              |
| 2010 | Getting Personal (Avicii’s Italectronic Remix) Getting Personal (Single)               | Erstveröffentlichung: 14. Juli 2010 Interpret(en): Maurizio Gubellini, Mia Crispin                      |
| 2010 | Hang with Me (Avicii’s Exclusive Club Mix) Hang with Me (Single)                       | Erstveröffentlichung: 16. August 2010 Interpret(en): Robyn                                              |
| 2010 | Escape Me (Avicii’s Remix at Night) Kaleidoscope: Remixed                              | Erstveröffentlichung: 31. August 2010 Interpret(en): Tiësto, C.C. Sheffield                             |
| 2010 | Painted Faces (Avicii Remix) Painted Faces (Single)                                    | Erstveröffentlichung: 11. Oktober 2010 Interpret(en): Paul Thomas, Sonny Wharton                        |
| 2010 | I Feel Love (Avicii’s Forgotten Remix) I Feel Love (Single)                            | Erstveröffentlichung: 24. Oktober 2010 Interpret(en): Rhythm Masters, MYNC, Wynter Gordon               |
| 2011 | Rapture (Avicii New Generation Remix) Queen of Clubs Trilogy: Onyx Edition             | Erstveröffentlichung: 14. Januar 2011 Interpret(en): Nadia Ali                                          |
| 2011 | Spotlight (Avicii Rising Star Mix) Spotlight (Single)                                  | Erstveröffentlichung: 1. April 2011 Interpret(en): The Good Guys, Tesz Milan                            |
| 2011 | Derezzed (Avicii Remix) Tron: Legacy Reconfigured                                      | Erstveröffentlichung: 5. April 2011 Interpret(en): Daft Punk                                            |
| 2011 | Drowning (Avicii Remix) Mirage – The Remixes                                           | Erstveröffentlichung: 17. Juni 2011 Interpret(en): Armin van Buuren, Laura V                            |
| 2012 | Girl Gone Wild (Avicii’s UMF Mix) Girl Gone Wild (Single)                              | Erstveröffentlichung: 1. Januar 2012 Interpret(en): Madonna                                             |
| 2013 | Get Free (Avicii Edit) Lazer Strikes Back Vol. 3                                       | Erstveröffentlichung: 24. März 2013 Interpret(en): Major Lazer, Amber Coffman                           |
| 2013 | Miami 82 (Avicii Edit) –                                                               | Erstveröffentlichung: 12. November 2013 Interpret(en): Syn Cole                                         |
| 2014 | Derezzed (Avicii So Amazing Mix) –                                                     | Erstveröffentlichung: 12. März 2014 Interpret(en): Daft Punk, Negin                                     |

| Jahr | Titel Album                                                                                     | Anmerkungen                                                                       |
| ---- | ----------------------------------------------------------------------------------------------- | --------------------------------------------------------------------------------- |
| 2013 | UMF Ultra Music Festival Anthems EP                                                             | Erstveröffentlichung: 19. März 2013                                               |
| 2013 | We Write the Story Eurovision Song Contest: Malmö 2013                                          | Erstveröffentlichung: 29. April 2013                                              |
| 2014 | Dar um Jeito (We Will Find a Way) One Love, One Rhythm – The 2014 FIFA World Cup Official Album | Erstveröffentlichung: 8. Mai 2014 Santana & Wyclef feat. Avicii & Alexandre Pires |

## Statistik

### Chartauswertung
Die folgende Aufstellung beinhaltet eine Übersicht über die Charterfolge Aviciis in den Album- und Singlecharts. Zu beachten ist, dass bei den Singles nur Interpretationen und keine reinen Autorenbeteiligungen von Avicii berücksichtigt werden.
|                     | DE    | AT    | CH    | UK    | US    | Dance       | SE    |
| ------------------- | ----- | ----- | ----- | ----- | ----- | ----------- | ----- |
| Nummer-eins-Alben   | DE—DE | AT—AT | CH—CH | UK—UK | US—US | Dance2Dance | SE4SE |
| Top-10-Alben        | DE3DE | AT5AT | CH4CH | UK3UK | US1US | Dance6Dance | SE5SE |
| Alben in den Charts | DE5DE | AT5AT | CH7CH | UK5UK | US6US | Dance6Dance | SE5SE |

|                       | DE     | AT     | CH     | UK     | US    | Dance        | SE     |
| --------------------- | ------ | ------ | ------ | ------ | ----- | ------------ | ------ |
| Nummer-eins-Singles   | DE2DE  | AT3AT  | CH2CH  | UK2UK  | US—US | Dance2Dance  | SE8SE  |
| Top-10-Singles        | DE7DE  | AT11AT | CH8CH  | UK9UK  | US1US | Dance7Dance  | SE22SE |
| Singles in den Charts | DE24DE | AT25AT | CH20CH | UK21UK | US7US | Dance28Dance | SE60SE |

### Auszeichnungen für Musikverkäufe
| Land/RegionAuszeichnungen für Musikverkäufe (Land/Region, Auszeichnungen, Verkäufe, Quellen) | Silber     | Gold       | Platin         | Diamant       | Verkäufe   | Quellen                           |
| -------------------------------------------------------------------------------------------- | ---------- | ---------- | -------------- | ------------- | ---------- | --------------------------------- |
| Australien (ARIA)                                                                            | —          | Gold1      | 80× Platin80   | —             | 5.635.000  | aria.com.au                       |
| Belgien (BRMA)                                                                               | —          | 5× Gold5   | 12× Platin12   | —             | 445.000    | ultratop.be                       |
| Brasilien (PMB)                                                                              | —          | 7× Gold7   | 20× Platin20   | 15× Diamant15 | 4.780.000  | pro-musicabr.org.br               |
| Chile (IFPI)                                                                                 | —          | Gold1      | —              | —             | 5.000      | Einzelnachweise                   |
| Dänemark (IFPI)                                                                              | —          | 5× Gold5   | 45× Platin45   | —             | 1.620.000  | ifpi.dk                           |
| Deutschland (BVMI)                                                                           | —          | 7× Gold7   | 23× Platin23   | —             | 8.950.000  | musikindustrie.de                 |
| Europa (Impala)                                                                              | —          | Gold1      | —              | —             | (75.000)   | Einzelnachweise                   |
| Finnland (IFPI)                                                                              | —          | 3× Gold3   | Platin1        | —             | 126.157    | ifpi.fi                           |
| Frankreich (SNEP)                                                                            | —          | 3× Gold3   | 3× Platin3     | —             | 1.558.300  | infodisc.fr snepmusique.com       |
| Irland (IRMA)                                                                                | —          | —          | Platin1        | —             | 15.000     | Einzelnachweise                   |
| Italien (FIMI)                                                                               | —          | 4× Gold4   | 43× Platin43   | —             | 2.010.000  | fimi.it                           |
| Japan (RIAJ)                                                                                 | —          | 4× Gold4   | 4× Platin4     | —             | 450.000    | riaj.or.jp JP2                    |
| Kanada (MC)                                                                                  | —          | 3× Gold3   | 18× Platin18   | —             | 1.560.000  | musiccanada.com                   |
| Kolumbien (ASINCOL)                                                                          | —          | Gold1      | —              | —             | 5.000      | Einzelnachweise                   |
| Mexiko (AMPROFON)                                                                            | —          | 3× Gold3   | 9× Platin9     | —             | 630.000    | amprofon.com.mx                   |
| Neuseeland (RMNZ)                                                                            | —          | 3× Gold3   | 45× Platin45   | —             | 1.237.500  | radioscope.co.nz NZ2              |
| Niederlande (NVPI)                                                                           | —          | Gold1      | 20× Platin20   | —             | 330.000    | nvpi.nl                           |
| Norwegen (IFPI)                                                                              | —          | —          | 24× Platin24   | —             | 380.000    | ifpi.no                           |
| Österreich (IFPI)                                                                            | —          | 8× Gold8   | 8× Platin8     | —             | 307.500    | ifpi.at                           |
| Polen (ZPAV)                                                                                 | —          | 3× Gold3   | 12× Platin12   | Diamant1      | 625.000    | olis.pl                           |
| Portugal (AFP)                                                                               | —          | 3× Gold3   | 22× Platin22   | —             | 240.000    | Einzelnachweise                   |
| Schweden (IFPI)                                                                              | —          | 2× Gold2   | 83× Platin83   | —             | 3.380.000  | sverigetopplistan.se              |
| Schweiz (IFPI)                                                                               | —          | Gold1      | 12× Platin12   | —             | 370.000    | hitparade.ch                      |
| Singapur (RIAS)                                                                              | —          | 2× Gold2   | Platin1        | —             | 20.000     | rias.org.sg                       |
| Spanien (Promusicae)                                                                         | —          | 8× Gold8   | 29× Platin29   | —             | 1.500.000  | elportaldemusica.es promusicae.es |
| Südafrika (RISA)                                                                             | —          | Gold1      | —              | —             | 20.000     | Einzelnachweise                   |
| Ungarn (MAHASZ)                                                                              | —          | Gold1      | —              | —             | 1.000      | slagerlistak.hu                   |
| Vereinigte Staaten (RIAA)                                                                    | —          | 5× Gold5   | 26× Platin26   | Diamant1      | 38.500.000 | riaa.com                          |
| Vereinigtes Königreich (BPI)                                                                 | 5× Silber5 | 2× Gold2   | 36× Platin36   | —             | 22.660.000 | bpi.co.uk                         |
| Insgesamt                                                                                    | 5× Silber5 | 88× Gold88 | 577× Platin577 | 17× Diamant17 |            |                                   |